# 周迅宇
周迅宇（1965年—），数理金融学家，现哥伦比亚大学教授。主要研究定量金融数学、随机控制等。

## 生平
周迅宇出生于江苏，1984年获复旦大学数学学士学位。此后继续在复旦数学研究所攻读研究生，主修运筹学与控制理论。他师从李训经教授，1989年获博士学位。1989年至1993年间，先后在日本神户大学、加拿大多伦多大学从事博士后研究工作。1993年起任教于香港中文大学系统工程学系，历任助理教授、副教授、教授、讲席教授，曾出任李卓敏金融工程讲席教授。2007年至2016年间赴英国牛津大学任教，担任野村数理金融讲席教授。2016年起出任哥伦比亚大学刘氏家族金融工程讲席教授、聂氏智能资产管理中心（Nie Center for Intelligent Asset Management）主任。
周迅宇于2010年受聘成为华东师范大学“千人计划”特聘教授。此外他还曾任中国科技大学、南开大学、南京大学等校任客座教授。他是电气电子工程师学会（IEEE）会士、工业与应用数学学会（SIAM）会士，曾获英国皇家学会沃弗森研究功勋奖。